# A-SaaS
A-SaaS（エーサース）は、Mikatus株式会社の開発・提供する税理士向けクラウド税務・会計・給与システムである。

## 概要
2010年9月、サービス提供開始。全国約800の会計事務所を会員として、直接出資を募るという今でいえばクラウドファンディングのような手法で調達された資金を原資として開発されている。クラウドを活用することにより、会計事務所と顧問先企業とが同一データ共有することができ、給与・会計システムへのデータ入力から税務申告まで一気通貫で処理が行えることを特徴としている。2015年4月には、個人事業主・中小企業向けのクラウド型会計ソフトウェアであるfreee（フリー）との連携も発表している。2017年6月には、TIS株式会社とFinTech領域で業務提携し、金融機関向けの中小企業向け融資判断の円滑化を支援すると発表している。2,100件以上の税理士事務所で利用されており、登録顧問先事業者数は12万件を超えている。